# Rani Lakshmibai
Lakshmibai uitspraakⓘ, de Rani van Jhansi (19 november 1828 - 17 juni 1858) was een Indiase rani (koningin) van het vorstenland Jhansi, in het centraal-noordelijke deel van India. Ze was een van de leiders in de Indiase opstand van 1857, die ook wel de eerste onafhankelijkheidsoorlog genoemd wordt en werd een symbool van verzet tegen het bestuur van de Britse Oost-Indische Compagnie op het Indiase subcontinent.

## Biografie
Lakshmibai was van hoge afkomst en kreeg bij haar geboorte de naam Manukarnika. Haar ouders kwamen uit Maharashtra. Haar moeder overleed toen ze vier was. In 1842 werd ze uitgehuwelijkt aan de Maharaja van Jhansi, Raja Gangadhar Rao, kreeg daarna de naam Lakshmibai of Jhansi ki Rani (Rani van Jhansi). Ze baarde een zoon in 1851, die na enkele maanden overleed. De Maharaja adopteerde de dag voordat hij overleed een kind, Anand Rao. Het adopteren van kinderen was normaal in India wanneer er geen biologische erfgenamen waren. Volgens de Indische gewoontes zou hij de nieuwe maharaja worden, en zou Lakshmibai regentes worden. De Britten erkenden deze gewoonte echter niet, en annexeerden de staat. Lakshmibai kreeg een klein pensioen en moest het paleis verlaten.
Na de annexatie zond Lakshmibai een petitie naar James Broun-Ramsay, de gouverneur-generaal van India, waarin ze vroeg of ze haar zaak mocht bepleiten in Londen. Haar verzoek werd afgewezen.

### Indiase opstand van 1857

#### Mei-juli 1857
Begin 1857 begon het gerucht zich te verspreiden door India dat patronen van de Britse Oost-Indische Compagnie werden geleverd met vet van varkens en koeien. Dit stootte tegen het zere been van zowel hindoes als moslims. Hierop vroeg de rani een Britse officier toestemming om een aantal gewapende mannen om zich heen te verzamelen om haar te beschermen.
In juni 1857 namen een aantal Bengaalse soldaten van de Britse Oost-Indische Compagnie het fort in waar de rani zich bevond en slachtten alle Europese militairen en hun familie af. Wat de rol van Lakshmibai hierin was, is onduidelijk.
Vier dagen na de slachtpartij verlieten de troepen Jhansi, met een grote som geld die gestolen was van de rani. Vanaf dat moment nam Lakshmibai de controle over de stad, en schreef een brief naar het lokale Britse bestuur waar ze uitlegde waarom ze het bestuur van de stad had overgenomen. Haar troepen verijdelden een poging van rebellen om een prins (niet haar geadopteerde zoon) op de troon van Jhansi te zetten. Later vielen soldaten van bondgenoten van de Britse Oost-Indische Compagnie Jhansi binnen. De Britten dachten dat Lakshmibai medeverantwoordelijk was voor de slachtpartij en besloten haar niet te steunen. In augustus 1857 versloeg de rani de binnenvallende troepen. Haar intentie was toen waarschijnlijk om de regio te beheren voor de Britten.

#### Augustus 1857 – juni 1858
Tussen augustus 1857 en januari 1858 heerste er vrede onder de heerschappij van Lakshmibai. De Britten hadden aangekondigd troepen te zenden om de controle over te nemen, maar maakten hier geen haast mee. Een aantal van de adviseurs van rani wilde onafhankelijkheid van de Britten en hun gevoelens werden versterkt door het uitblijven van de Britse troepen. In maart kwamen ze alsnog aan, en in de tussentijd was het fort goed versterkt. De Britten eisten dat rani zich zou overgeven. De rani besloot weerstand te bieden, en verkondigde dat ze zou vechten voor onafhankelijkheid. Ze verdedigde de stad en deed een beroep op andere rebellen om haar te steunen. Eind maart kwam er steun, maar na een verloren veldslag vluchtten de extra troepen weer.
Hierop besloten de Britten een poging te wagen de stad in te nemen. Na een aantal dagen weerstand gaf de rani het op en vluchtte samen met haar zoon en haar garde. In Kalpi sloot ze zich aan bij andere rebellen, inclusief Tatya Tope. Lakshmibai leidde de troepen bij de verdediging van Kalpi tegen de Britten en werd opnieuw verslagen. Ze vluchtte met de andere rebellenleiders en samen trokken ze naar de staat Gwalior. Ze namen zonder oppositie het fort in. De rani poogde tevergeefs de andere leiders te overtuigen om de verdediging van Gwalior voor te bereiden. De Britse generaal Hugh Rose nam de stad op 16 juni in.
Op 17 juni kwamen de troepen van de rani in gevecht met huzaren die vochten voor de Britten. Dit gevecht overleefde de rani niet, maar er bestaan verschillende verhalen over haar precieze dood. Volgens een ooggetuige trok ze traditionele kleren van een strijder te paard (sowar) aan, en viel een van de huzaren aan. Zelf had ze geen paard en schoot met een pistool. Een schot uit zijn karabijn werd haar fataal. Generaal Hugh Rose ze dat Rani Rakshmibai "slim" was, en de gevaarlijkste van de Indiase leiders".

## Lakshmibai in de cultuur

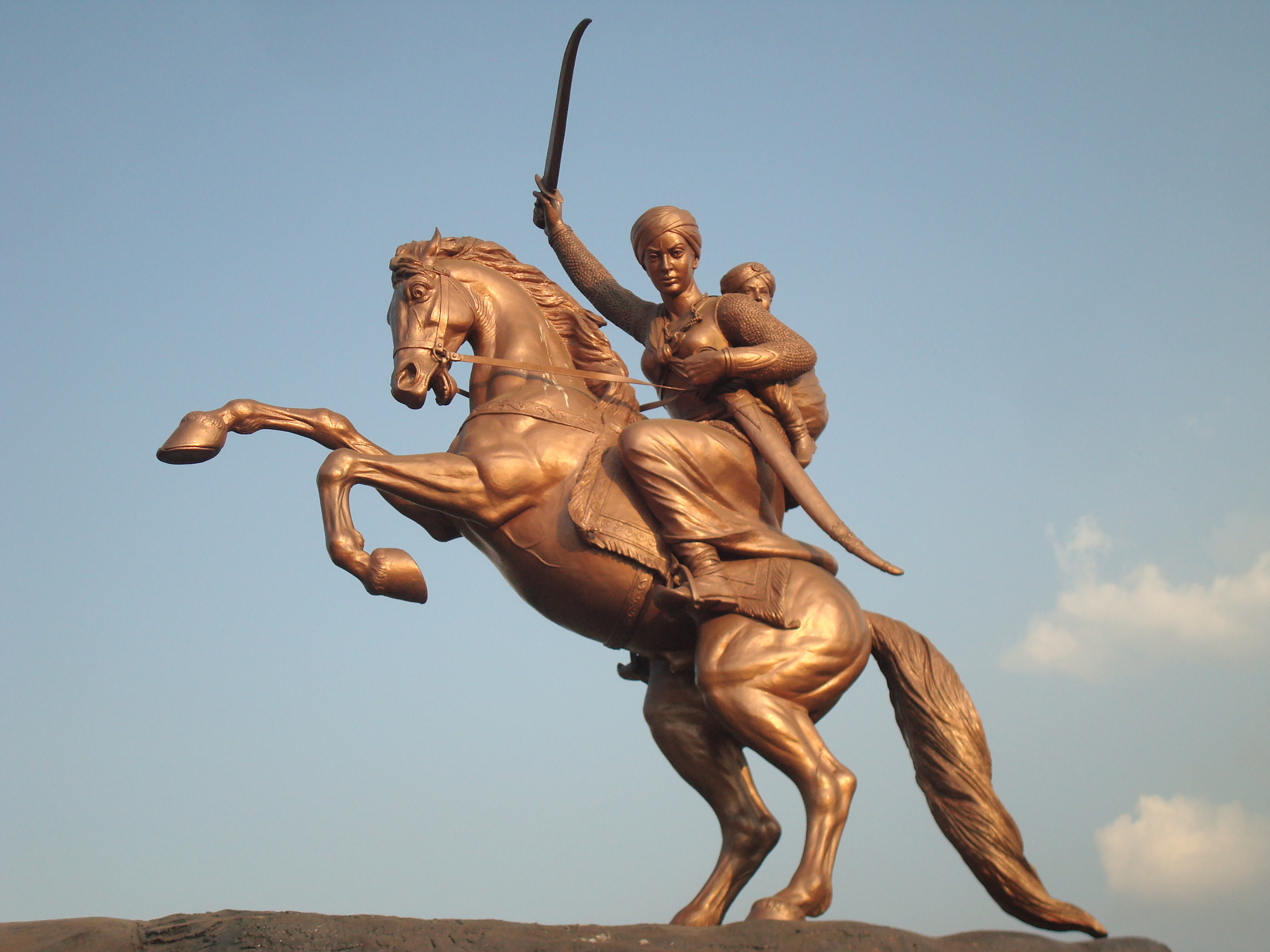
Een ruiterstandbeeld van Lakshmibai in Solapur, Maharashtra

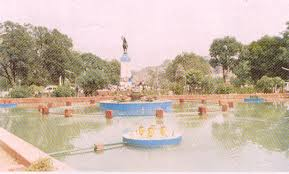
Rani Lakshmi Bai Park, Jhansi

Op veel plaatsen in India staan er standbeelden van de rani te paard, met haar geadopteerde zoon vastgebonden op haar rug. De Laxmibai National University of Physical Education in Gwalior en Maharani Laxmi Bai Medical College in Jhansi zijn naar haar vernoemd. In 2013 werd de Rani Laxmi Bai National Agricultural University in Jhansi opgericht. Het Rani Jhansi Marine National Park bevindt zich op de Andamanen in de Golf van Bengalen. Een vrouweneenheid in het Indiase Nationale Leger is naar haar vernoemd, het Rani of Jhansi Regiment. In 1957 werden er twee verschillende postzegels uitgebracht om de eerste onafhankelijkheidsoorlog te herdenken. Een ervan toonde haar beeltenis, te paard.